# عقدة كاذبة لمغم 3' لفيروس كورونا

التسلسل المحفوظ والبنية الثنوية المتنبئ بها الخاصة بالعقدة الكاذبة 3 لفيروس كورونا (pk3).

العقدة الكاذبة المتواجدة بالمنطقة غير المترجمة 3' الخاصة بفيروس كورونا (بالإنجليزية: Coronavirus 3′ UTR pseudoknot)‏ هي بنية رنا ثانوية تتواجد في جينوم فيروس كورونا. تحتوي فيروسات كورونا على جينوم رنا موجب الدلالة مفرد السلسلة، وتحتوي المنطقة غير المترجمة 3' لهذه الفيروسات على عقدة كاذبة منحفظة طولها ~55 نوكليوتيد وهي ضرورية لتضاعف الجينوم الفيروسي.
هذه الآلية من التنظيم المقرون [الإنجليزية] غير واضحة، لكن افتُرض أن هذا العنصر يعمل في السلسلة موجبة الدلالة.
من عائلات الرنا الأخرى التي تم تحديدها في فيروسات كورونا: عنصر تحفيز انزياح الإطار لفيروس كورونا، النمط المماثل للحلقة الجذعية 2 لمغم 3' لفيروس كورونا (s2m)، وإشارة تجميع فيروس كورونا.

## روابط خارجية
- صفحة العقدة الكاذبة لمغم 3' لفيروس كورونا على موقع Rfam